# San Juan de Limay
San Juan de Limay é um município da Nicarágua, situado no departamento de Estelí. Tem 428 km² de área e sua população em 2020 foi estimada em 15.733 habitantes.